# Colomba (film, 1948)
Pour les articles homonymes, voir Colomba.
Pour plus de détails, voir Fiche technique et Distribution.
Colomba est un film français réalisé en 1947 par Émile Couzinet d'après la nouvelle de Prosper Mérimée et sorti en 1948.

## Synopsis
1865 : le jeune Orso della Rebbia revient en Corse sur la demande de sa sœur Colomba. Il fait la connaissance d'une jeune Anglaise lors de la traversée. Arrivé au terme du voyage et quoiqu'il soit opposé à la vendetta, il accepte de venger son père qui a été assassiné à l'instigation du maire du village. Il tue les deux fils de son adversaire et gagne le maquis. Arrêté, il bénéficie de l'aide de témoins pour justifier qu'il était en état de légitime défense.

## Fiche technique
- Titre du film : Colomba
- Réalisateur : Émile Couzinet
- Auteur de l'œuvre originale : Prosper Mérimée
- Scénario et dialogues : Robert Eyquem	(Emile Couzinet)
- Décors : René Renneteau
- Photographie : Jean Bourgoin
- Son : Julien Coutellier
- Musique : Vincent Scotto et Henri Tomasi
- Société de production : Burgus Films (Bordeaux)
- Tournage : du 4 juillet au 27 septembre 1947
- Pays :  France
- Format :  Noir et blanc - 1,37:1 - 35 mm - Son mono
- Genre : Drame
- Durée : 94 minutes (1 h 34)
- Date de sortie : 
  - France :  23 février 1949
- Visa d'exploitation : 7617

## Distribution
- José Luccioni : Orso
- Catherine Damet : Colomba
- Pierre Magnier : Le préfet
- Édouard Delmont : Bariccini
- Raphaël Patorni : Brandolaccio